# Sandnes Ulf
Il Sandnes Ulf è una società calcistica norvegese con sede nella città di Sandnes. Milita nella 1. divisjon, seconda divisione del campionato norvegese.

## Storia
Il club fu fondato il 1º giugno 1911 con il nome Sportsklubben Ulf. Nel 1987, cambiò nome in Ulf-Sandnes. Soltanto a febbraio 2004, dopo la fusione con l'ormai defunto Sandnes Fotballklubb, la squadra adottò l'attuale denominazione. Formalmente, si trattò di un'incorporazione dello Ulf-Sandnes nel Sandnes; l'Ulf era la peggiore squadra tra le due, ma prese il posto del Sandnes nella 2. divisjon. Il club iniziò il campionato 2004 con 9 calciatori provenienti dal Sandnes (più un altro, all'epoca in prestito al Viking, e cinque dello Ulf-Sandnes. Kjetil Thulin segnò il primo gol della storia del nuovo club.
Uno dei match più importanti della storia recente del club fu l'amichevole contro il Leeds United del 17 luglio 2006. Fu l'occasione, per i calciatori, di mostrare il loro talento alla gente di Sandnes, che per la maggior parte è tifosa del Viking e del Bryne. Il Leeds vinse il match per 2-1, con Kjetil Norland che segnò la rete per il Sandnes (per gli inglesi andarono a segno Eirik Bakke e Robbie Blake).
Nel 2007, il Sandnes Ulf raggiunse la promozione in Adeccoligaen. Questo portò nuovo interesse attorno al club e fece accorrere numerosi spettatori al Sandnes Idrettspark.
Asle Andersen diventò il calciatore più importante del club, in quegli anni. Successivamente, fu nominato anche allenatore, dopo aver ricoperto l'incarico di assistente del precedente tecnico.
Al termine del campionato 2011, la squadra si guadagnò la promozione nella Eliteserien, con una giornata di anticipo.

## Palmarès

### Competizioni nazionali
- 2. divisjon: 2

2007 (gruppo 3), 2009 (gruppo 3)

### Altri piazzamenti
- Coppa di Norvegia:

Semifinalista: 2024
- 1. divisjon:

Secondo posto: 2011
- 2. divisjon:

Secondo posto: 2006 (gruppo 3)

## Rosa
Rosa aggiornata al 29 luglio 2018.
| N. |                        | Ruolo | Calciatore          |
| -- | ---------------------- | ----- | ------------------- |
| 1  | Finlandia (bandiera)   | P     | Saku-Pekka Sahlgren |
| 2  | Norvegia (bandiera)    | C     | Akinbola Akinyemi   |
| 3  | Fær Øer (bandiera)     | D     | Ári Jónsson         |
| 4  | Norvegia (bandiera)    | D     | Axel Kryger         |
| 5  | Norvegia (bandiera)    | D     | Daniel Edvardsen    |
| 6  | Paesi Bassi (bandiera) | C     | Niels Vorthoren     |
| 7  | Norvegia (bandiera)    | C     | Vidar Nisja         |
| 8  | Norvegia (bandiera)    | C     | Remi Johansen       |
| 9  | Nigeria (bandiera)     | A     | Kachi               |
| 10 | Danimarca (bandiera)   | A     | Sanel Kapidžić      |
| 11 | Aruba (bandiera)       | C     | Erixon Danso        |
| 12 | Lettonia (bandiera)    | P     | Deniss Korneiciks   |

| N. |                                 | Ruolo | Calciatore          |
| -- | ------------------------------- | ----- | ------------------- |
| 14 | Norvegia (bandiera)             | D     | Akinsola Akinyemi   |
| 15 | Norvegia (bandiera)             | C     | Vegard Erlien       |
| 16 | Finlandia (bandiera)            | D     | Tapio Heikkilä      |
| 20 | Norvegia (bandiera)             | C     | Andreas Dybevik     |
| 21 | Norvegia (bandiera)             | C     | Herman Kleppa       |
| 22 | Bosnia ed Erzegovina (bandiera) | D     | Jasmin Bogdanović   |
| 24 | Norvegia (bandiera)             | C     | Kristian Brix       |
| 27 | Norvegia (bandiera)             | C     | Vegard Aasen        |
| 30 | Norvegia (bandiera)             | A     | Kent Håvard Eriksen |
| 92 | Danimarca (bandiera)            | P     | Nicklas Frenderup   |
| –– | Norvegia (bandiera)             | D     | Bjørnar Holmvik     |